# Vichada
Vichada es uno de los treinta y dos departamentos que forman la República de Colombia. Su capital es Puerto Carreño. Está ubicado al este del país, en las regiones Orinoquía y Amazonia. Con 100 242 km², es el segundo departamento más extenso —por detrás de Amazonas—, con unos 116 944 habitantes en 2023, el sexto menos poblado y con 1,15 hab/km², el segundo menos densamente poblado, por delante de Guainía.

## Historia
En el momento de la llegada de los conquistadores españoles, en el Vichada se encontraban varios grupos indígenas de los cuales algunos subsisten en la actualidad; entre ellos el de los guahibos del grupo lingüístico Guahibo, los curripacos y piapocos, del grupo lingüístico Arawak, y los cuivas, desanos, puinaves y sálivas. Para poder sobrevivir, estos nativos han debido soportar toda suerte de hostigamientos, los que los han hecho desplazarse hacia hábitat menos propicio para la supervivencia.
Desde el Virreinato y hasta mediados del siglo XIX el actual territorio del Vichada perteneció a la provincia de Bogotá; durante la Gran Colombia (1819-1830), formó parte del departamento de Boyacá; entre 1831 y 1857 constituyó junto con el Meta, el Territorio de San Martín; en 1857, pasó a hacer parte del Estado Soberano de Cundinamarca; en 1867 pasó a ser administrado directamente por el gobierno nacional bajo el nombre de Territorio de San Martín. Entre 1900 y 1905, formó parte de la Intendencia de Oriente.
En 1913, año por el cual mediante decreto 523 se creó la comisaría del Vichada, segregada de la jurisdicción de la Intendencia del Meta y su capital se estableció al frente del Raudal de San José de Maipures.  Administrativamente, la Comisaría Especial estaba conformada por este último municipio y los corregimientos de San José del Vichada y Empira. El 12 de junio de 1924, mediante el decreto 1021, se traslada la capital a Egua (hoy Puerto Nariño), en las bocas del río Vichada y se crea el municipio del Orinoco. 
El 5 de junio de 1974 el Gobierno Nacional traslada de forma definitiva la capital al municipio de Puerto Carreño, centro administrativo del Vichada, fundado en 1922 por el general Buenaventura Bustos, primer comisario del Vichada. Finalmente, el 4 de julio de 1991 la Asamblea Nacional Constituyente elevó el Vichada a la categoría de departamento especial, llegando a tener sus plenas facultades como departamento a partir de 1995.

## Geografía
El departamento de Vichada tiene una superficie de 100 242 km². Está situado en la región oriental de Colombia.

### Límites
Vichada está delimitada por Venezuela al noreste y este y el resto por varios departamentos vecinos:
| Noroeste: Casanare (Río Meta)         | Norte: Arauca (Río Meta)    | Nordeste: Venezuela Estado Apure (Río Meta)              |
| Oeste: Meta (Meridiano 71°.04' Oeste) |                             | Este: Venezuela Estados Bolívar y Amazonas (Río Orinoco) |
| Suroeste: Guaviare (Río Guaviare)     | Sur: Guainía (Río Guaviare) | Sureste: Guainía (Río Guaviare)                          |

### Fisiografía

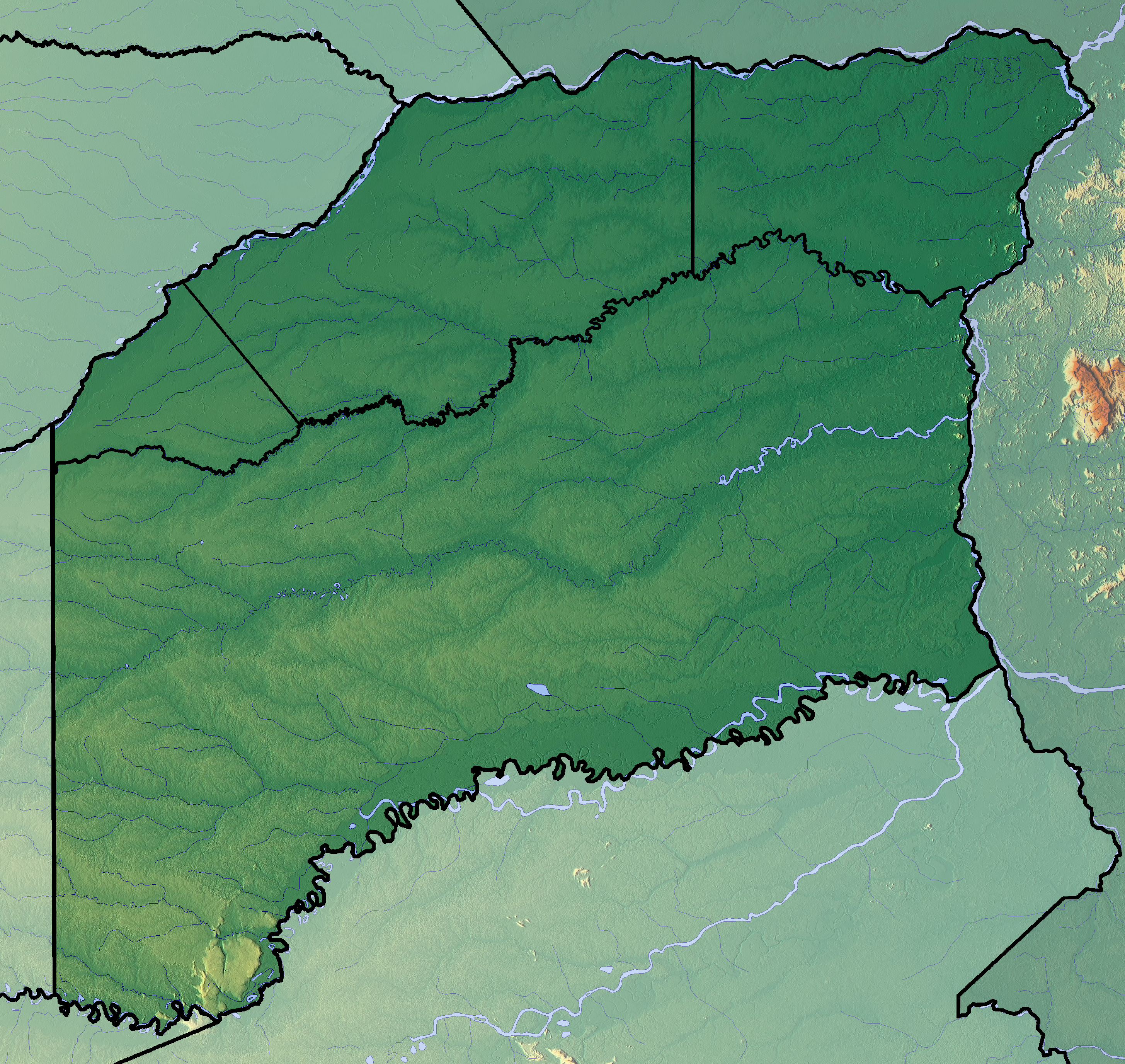
Mapa físico del Vichada.

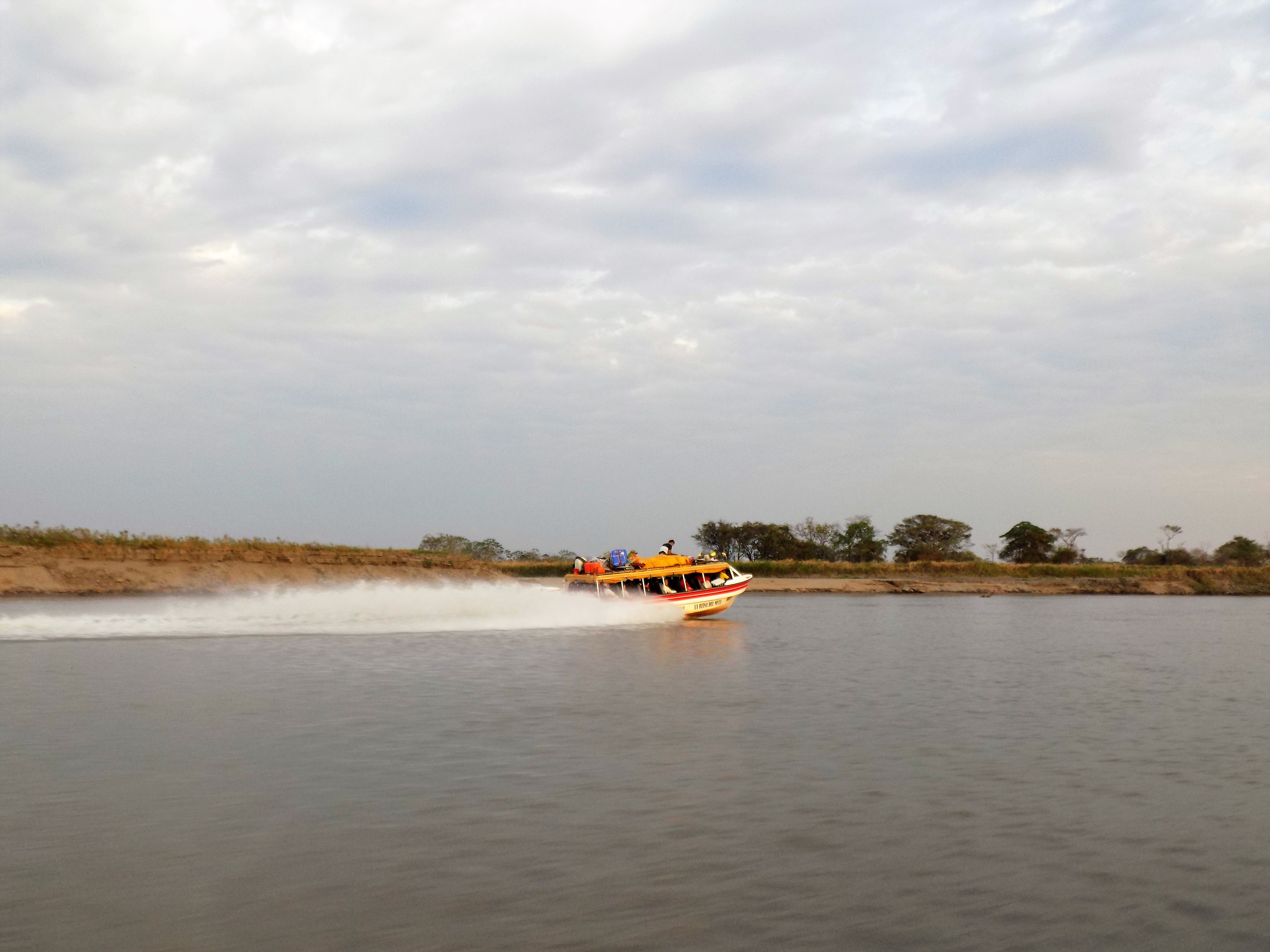
Navegabilidad en el río Meta, Colombia.

El relieve del Vichada está conformado por extensas llanuras pertenecientes a los Llanos Orientales de Colombia, que se extienden desde el piedemonte de la cordillera Oriental hasta Venezuela, sobre la cuenca del río Orinoco conocida en Colombia como la Orinoquía.
En el departamento se presentan afloramientos rocosos del escudo Guayanés, hay dunas activas y fósiles. Debido a la flora presenta en los llanos, en verano hay incendios que casi siempre son provocados por la acción humana. El Vichada se caracteriza por estar cubierto por vegetación propia de los llanos al norte del río Vichada, y por selvas tropicales al sur de este.
Los suelos son relativamente pobres porque no reciben aportes aluviales andinos, ya que los cursos originales de los ríos Tomo y Vichada, que originalmente procedían de la Cordillera Oriental de Colombia, fueron "decapitados" por el propio río Meta y un afluente suyo al desviarse hacia la izquierda. No se trata en verdad de un fenómeno de captura, sino de un cambio de curso típico en una región de llanura. Tampoco parece tener mucha importancia la existencia de alguna falla en la zona, ya que la mayor altura relativa del territorio del departamento se logró en el pasado geológico, con los aportes de sedimentos procedentes de los Andes. En todo caso, la existencia de una línea de fallas es muy evidente, pero se ubica mucho más cerca de la propia cordillera, en el piedemonte. Lo que sucedió, también durante el pasado geológico es que, a medida que los Andes se levantaban, la cuenca de los Llanos colombo-venezolanos se iba hundiendo progresivamente (como sucede en todas las cuencas sedimentarias) y este hundimiento fue mucho mayor en la parte venezolana del estado Apure con lo que las aguas del Meta terminaron por desviarse hacia esas zonas más bajas.
En la región central del departamento y próxima al río Vichada, se encuentra la estructura del Vichada, un presumible cráter de impacto que, de ser confirmado como tal, sería probablemente la mayor estructura de impacto en América del Sur.

### Hidrografía
La red hidrográfica del Vichada está conformada por grandes ríos, quebradas, caños y algunas lagunas, que desaguan en el Orinoco a través de los ríos Meta, Vichada, Guaviare y Tomo; además de los ya mencionados, se destacan también los ríos Bita, Tuparro, Uvá, Elbita, Muco, Iteviare y Siare, y los caños Tuparrito, Bravo y Mono. Las lagunas de mayor importancia son las de Sesama y Caimán.

## División político-administrativa

Mapa político del Vichada.

El departamento del Vichada se encuentra dividido en cuatro municipios: Puerto Carreño (la capital), La Primavera, Santa Rosalía y Cumaribo. Además de estos municipios, el departamento del Vichada cuenta con varios resguardos y asentamientos indígenas de gran importancia para la región.

### Rama judicial
El Departamento de Vichada forma parte del circuito judicial de Puerto Carreño y por jurisdicción al distrito judicial de Villavicencio.

## Demografía
| Evolución de la población del departamento del Vichada (1938-2025)        |
|                                                                           |
| Población según censo. Población según proyección.Fuente: Statoids. DANE. |

### Composición étnica
Según las cifras presentadas por el DANE del censo 2005, la composición etnográfica de la ciudad es:
- Mestizos y blancos (52,8%)
- Indígenas o Amerindios (44,4%)
- Afrocolombianos (2,8%)

El más reciente censo general de la nación, realizado por el Departamento Administrativo Nacional de Estadística de Colombia (DANE), presenta los siguientes resultados acerca del país de nacimiento de los habitantes del departamento de Vichada:
| N.º        | País       | Población |
| ---------- | ---------- | --------- |
| 1          | Venezuela  | 3 912     |
| 2          | Ecuador    | 46        |
| No informa | No informa | 42        |
| Otros      | Otros      | 32        |
| Total      | Total      | 4 032     |

## Economía
La economía del departamento gira en torno a actividades agropecuarias, principalmente forestales y ganaderas de muy baja escala productiva, así como a la ganadería extensiva (se destaca la vacuna) y a las actividades extractivas. El parque nacional natural El Tuparro, el centro Gaviotas y el proyecto Marandúa, además de ser grandes atractivos, constituyen planes para mejorar la calidad de vida del departamento. Debido a su aislamiento geográfico, existen plantaciones ilegales de hoja de coca, materia prima para la elaboración de alcaloides como la cocaína, cuyo comercio y distribución está penalizado por el estado colombiano, lo que ha permitido que los grupos al margen de la ley busquen tomar el control de este negocio, que les ha valido enfrentarse a la Fuerza Pública. Se han hallado importantes yacimientos de coltan en el subsuelo de este departamento, pero no los suficientes como para justificar la explotación a gran escala; no obstante, los grupos armados ilegales y los aventureros informales buscan aprovechar las millonarias ganancias que deja la venta de este mineral al exterior explotándolo de manera ilegal, por lo que el gobierno colombiano ha declarado estas reservas de interés estratégico, prohibiendo su explotación incluso de manera legal.

## Medios de comunicación

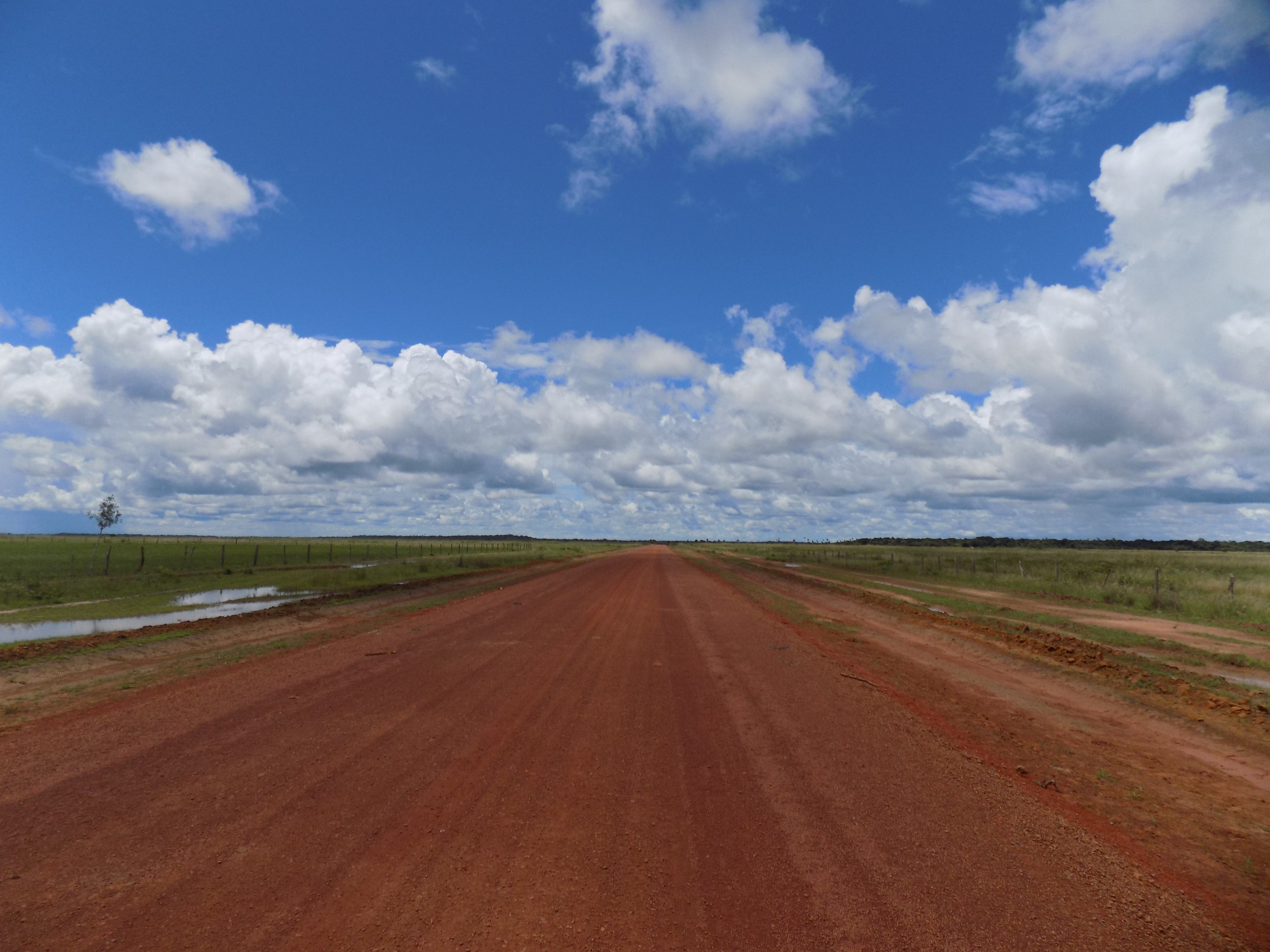
Ruta Nacional 40 La Primavera-Puerto Carreño.

### Televisión abierta
La ciudad se emite un canal regional público, Canal Trece, En la ciudad se emiten los tres canales nacionales privados Canal 1, Caracol Televisión y Canal RCN y los dos canales nacionales públicos Canal Institucional y Señal Colombia.

### Televisión por suscripción
La ciudad cuenta con múltiples servicios de televisión satelital digital como DirecTV, Claro y Movistar y televisión digital por cable ofrecido por Claro, Tigo, Movistar que ofrece el servicio de televisión digital por red ADSL y GPON (IPTV), y análoga y digital por red bidireccional (HFC), el servicio de televisión digital virtual ofrecida por la red GPON (IPTV) de Claro, Movistar, Tigo y de pequeños sistemas de televisión por cable.

### Emisoras de radio
En Vichada están establecidas todas las grandes cadenas radiales del país y sus distintas emisoras en AM, FM, y en TDT, en un 70 % de las emisoras de FM está disponible el servicio RDS.

## Sitios de interés
- Parque nacional natural El Tuparro